# Гуриневка
Гуриневка — упразднённый хутор, входивший в состав Запольского сельсовета Белыничского района Могилёвской области Белоруссии. Хутор упразднён в 2015 году.

## Географическое положение
Ближайшие населённые пункты: